# Schlacht von Schleswig
Die Schlacht von Schleswig (auch Osterschlacht) war die zweite größere Schlacht während der Schleswig-Holsteinischen Erhebung und fand am 23. April 1848 bei Schleswig im Herzogtum Schleswig statt.

## Ausgangslage
Nach dem Gefecht bei Bau am 9. April 1848, das für die dänische Armee siegreich geendet hatte, ließ das Oberkommando der dänischen Armee das Herzogtum Schleswig bis zum Danewerk besetzen. Schleswig wurde am 11. April erreicht und die dänische Flotte bewegte sich bis Eckernförde, das am Tag darauf besetzt wurde. Die dänischen Generäle Læssøe und Hedemann richteten die Hauptstellung daraufhin im hügeligen Gebiet zwischen Gottorf und Hüsby etwas nördlich des Danewerks ein. Der dänische Kriegsminister Tscherning instruierte Hedemann, die erreichte Stellung bei Schleswig zu verteidigen, jedoch die Existenz der Armee nicht aufs Spiel zu setzen.
Auf der Seite der Schleswig-Holsteinischen Truppen saß der Schock der Niederlage von Bau und der hohen Verluste durch Gefangennahme zunächst noch tief. Da die Dänen allerdings nur verzögert vorrückten, gelang der geordnete Rückzug zur Eiderlinie und der Festung Rendsburg. Allerdings befürchtete das Oberkommando der Schleswig-Holsteinische Armee einen dänischen Einmarsch in das Herzogtum Holstein. Um in diesem Fall die Stellungen halten zu können, hoffte man daher auf die beschleunigte Mobilisierung von Bundesdeutschen und Preußischen Truppen.
Unterdessen wurden die zwischen Dänemark und Preußen, das hierbei zugleich für den Deutschen Bund agierte, eingeleiteten diplomatischen Verhandlungen zur Beilegung des Konfliktes fortgeführt. International beteiligte sich auch Großbritannien. Preußen versuchte hierbei nun vor allem Zeit zu gewinnen, um die Mobilisierung und den Aufmarsch der eigenen Armee sowie der Bundestruppen abschließen zu können. Zeitgleich forderte die Frankfurter Bundesversammlung Dänemark in einem Ultimatum am 12. April auf, die Feindseligkeiten einzustellen und das Herzogtum Schleswig zu räumen. Anderenfalls würde auch der Deutsche Bund militärisch aktiv werden, um das Recht Holsteins auf die Verbindung mit Schleswig zu wahren. Die dänische Regierung erklärte daraufhin am 17. April, es werde den angedrohten Einmarsch preußischer und deutscher Truppen seinerseits ebenso als Kriegsfall werten.
Inzwischen waren die preußischen Truppen in Rendsburg auf eine Infanteriebrigade der Garde, eine Linien-Infanteriebrigade, eine Kavalleriebrigade und 22 Geschütze (ca. 12.000 Mann) verstärkt worden. Die Bundestruppen, die im Raum Itzehoe-Neumünster-Kellinghusen lagen, hatten eine Stärke von drei Infanteriebrigaden, einer Kavalleriebrigade, einem  Pionierbataillon und 28 Geschützen (ebenfalls ca. 12.000 Mann). Die verbliebene Armee Schleswig-Holsteins verfügte über zwei Infanteriebrigaden, eine Kavalleriebrigade und 26 Geschütze sowie vier Freikorps (ca. 8.000 Mann). Den Oberbefehl hatte seit dem 13. April der preußische General der Kavallerie Friedrich von Wrangel. Wrangel hatte bereits 1846 die 2. Division des X. Bundesarmeekorps besichtigt und sich über den Ausbildungs- und Ausrüstungsstand der Bundestruppen informiert.
Der deutsche Offensivplan, erdacht von dem preußischen Generalleutnant Wilhelm von Radziwill, sah vor, die dänische Verteidigung am Danewerk mit zwei Kolonnen anzugreifen und zwei kleinere Abteilungen über die Schlei zu setzen, um Missunde zu nehmen und der dänischen Verteidigung in den Rücken und in die Flanke zu fallen.
Am 20. April erhielt der hannoverische Generalleutnant Halkett die Nachricht, dass auch die Bundestruppen nunmehr am vorgesehenen Angriff teilnehmen konnten.
Die preußisch-deutschen Truppen nahmen wie folgt Aufstellung: Den rechten Flügel (Ost) bildete die Preußischen Gardeinfanterie (5.000 Mann), die bei Stenten, etwas nördlich von Alt Duvenstedt, lag, mit 10.000 Mann Bundestruppen in Reserve. An der Schlacht selbst nahmen die deutschen Bundestruppen zwar nicht teil, aber sie zwangen die Dänen durch ihre Anwesenheit zu einem sehr defensiven Vorgehen.
Der linke Flügel (West) formierte sich bei Sorgbrück und bestand aus der preußischen Linieninfanteriebrigade (7.000 Mann) mit der Schleswig-Holsteinischen Armee (6.000 Mann) als Reserve.

## Die Schlacht
Am 23. April, einem Ostersonntag mit kaltem und regnerischen Wetter, rückten die preußischen Truppen des rechten Flügels ab 7 Uhr auf die dänischen Stellungen vor. Der ursprüngliche Plan Wrangels sah vor, die Armee auf zwei Straßen, die sich an einer Kreuzung bei Hedeby und Friedrichsberg südlich vom Danewerk trafen, vorrücken zu lassen, dort zu lagern und am nächsten Tag anzugreifen. Die dänischen Truppen waren vom deutschen Vorrücken vollkommen überrascht und wurden erst gegen 10 Uhr überhaupt alarmiert. Dänische Quellen betonen, die Soldaten wären „direkt aus dem Ostergottesdienst heraus“ alarmiert worden.
Da der rechte Flügel somit bisher ungehindert vorgedrungen war, beschloss der Kommandeur, weiter gegen Busdorf und Friedrichsberg vorzugehen. Südöstlich von Busdorf, trafen die Truppen schließlich auf die dänische Avantgarde, wobei es zu heftigen Kämpfen kam. Die Dänen waren mit 3:2 in der Unterzahl und mussten bis zum Nachmittag schließlich auf zwei Hügel, den Galgenberg und den Risbjerg, zurückweichen.
General Wrangel befahl nun dem Kommandeur des linken Flügels, General Eduard von Bonin, seinerseits weiter westlich bei der Ortschaft Klein Dannewerk anzugreifen. Er befolgte den Befehl, jedoch waren seine beiden Frontbataillone bereits (ohne sein Wissen) durch die Kämpfe bei Busdorf alarmiert dorthin vorgerückt.
Inzwischen hatte Wrangel beschlossen, die beiden kleinen Hügel nördlich von Busdorf anzugreifen, und befahl von Bonin umzukehren, um den Angriff zu unterstützen. Der Befehl erreichte allerdings nur die hinteren Einheiten von Bonins Kolonne. Die Dänen gingen nun ihrerseits mit dem 1. und 11. Bataillon zum Gegenangriff gegen den linken Flügel der preußischen Truppen vor, die zeitgleich die kleinen Hügel vor Busdorf angriffen. Die preußischen Linien gerieten ins Wanken, doch in diesem Moment erreichten die hinteren Einheiten Bonins unter Oberst Steinmetz das Gefechtsfeld, die nun ihrerseits die linke Flanke der Dänen angriffen und zum Rückzug auf den sog. Erdbeerenberg zwangen. Friedrichsberg wurde von den Preußen besetzt.
Als Bonin das Gebiet südlich von Klein Dannewerk erreichte, bemerkte er das Fehlen fast der Hälfte seiner Truppen. Er erhielt den Befehl umzukehren, aber da er dänische Truppen vorfand, beschloss er anzugreifen und erhielt bald darauf Verstärkung von schleswig-holsteinischen Truppen. Der Angriff erfolgte gegen 17:30 Uhr und die Dänen zogen sich nach Hüsby und später nach Schuby zurück.
Auf dem Ostflügel eroberten die Preußen inzwischen den Erdbeerenberg, und um die mit Buschwerk bedeckten Hügel und einen Bauernhof (Kratbakkerne und Anettenhöhe) entbrannten erbitterte Kämpfe. Die Dänen sammelten erneut Truppen für einen Gegenangriff. Doch in diesem kritischen Moment hielt sich der Chef der Leibgarde von Schloss Gottorp fälschlicherweise für umgangen und ordnete die Räumung des Schlosses, das bis dahin als Hauptquartier der Dänen gedient hatte, an. Sein Fehler wurde schnell entdeckt und das Schloss wurde wieder besetzt. Aber wertvolle Zeit war verloren gegangen und der Gegenangriff wurde abgebrochen. Die dänische Position wurde somit aussichtslos. Hedemann befahl den Rückzug und gab zugleich den Befehl, das Schloss Gottorf wiederum zu räumen, womit die Schlacht endete.
Parallel hatte über den Tag Hauptmann Aldosser mit 50 Mann des II. (Rantzauischen) Freikorps die Schlei überschritten und die Kriegskasse des dänischen Flankenkorps mit 2900 Reichstalern erbeutet.

## Nachwirkungen
Die Verluste auf dänischer Seite betrugen 880 Mann, davon 170 Tote und 258 Gefangene. Auf deutscher Seite gab es 41 Tote, 366 Verwundete und 59 Gefangene – insgesamt 474 Mann. Bei den dänische Verlusten war die Anzahl der Offiziere sehr hoch. Der Grund hierfür war, dass die dänischen Offiziere bereits die ab 1842 eingeführte blaue Uniform trugen und damit von den preußischen Scharfschützen von den überwiegend mit roten Uniformen ausgestatteten dänischen Soldaten gut zu unterscheiden waren.
Der Rückzug der dänischen Hauptmacht erfolgte in guter Ordnung am 23. April noch bis in die Gegend um den Langsee. Die Kavalleriebrigade wurde auf Idstedt zurückgenommen und das linke Flankenkorps auf Wedelspang. Im Anschluss zog die Armee durch Flensburg, das am 25. April aufgegeben wurde. Der größte Teil der dänischen Armee zog sich über Sundewitt nach Alsen zurück. Einige wenige Infanteriebataillone und die Kavallerie verblieben auf dem Festland und zogen weiter durch Jütland Richtung Norden.
Die deutschen Truppen setzen den Vormarsch nach Norden am 24. April fort, wobei es zu einem kurzen Nachhutgefecht bei Oeversee kam. In der Folge wurde die schleswig-holsteinische Division nach Sundewitt dirigiert, um einen möglichen dänischen Angriff abzuwehren, während die preußische und die Bundesdivision nach Norden vorstießen.  Am 28. April erreichten sie Apenrade, überschritten am 2. Mai die Königsau und besetzten einen Tag später die unbesetzte Festung Fredericia. Die auf dem Festland verbliebenen dänische Truppen waren vorher von Fredericia, Aarhus und Aalborg auf die Insel Fünen eingeschifft worden, sodass nun ganz Jütland im Grunde unverteidigt war.
Trotz der Niederlage galt die Schlacht für Dänemark als Erfolg, da sich die Armee, trotz zahlenmäßiger Unterlegenheit tapfer verteidigt und letztlich intakt zurückgezogen hatte. Die Moral war daher nicht wesentlich beeinträchtigt und die Schlacht bei Schleswig gilt als eine der ehrenvollsten in der dänischen Kriegsgeschichte.

## Zeugnisse der Erinnerung
Der dänische Dichter Carl Ploug verfasste ein Gedicht mit dem Titel Paaskeklokken kimed mildt (deutsch: „Die Osterglocke läutete milde“) in Erinnerung an die Schlacht.
Auf dem Friedhof an der Dreifaltigkeitskirche in Friedrichsberg sind noch Gräber von in der Schlacht gefallenen Soldaten erhalten.

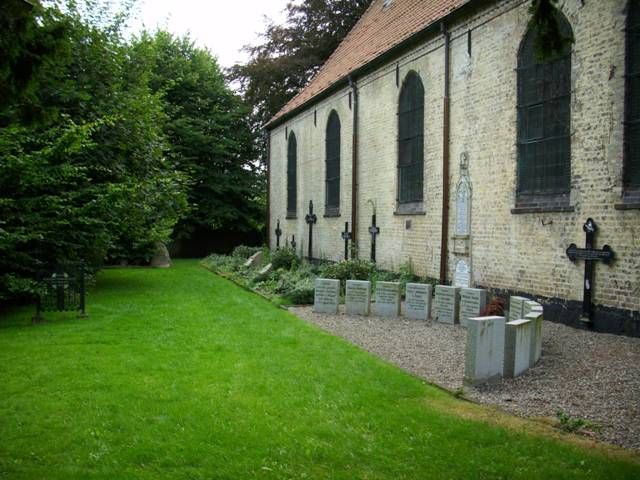
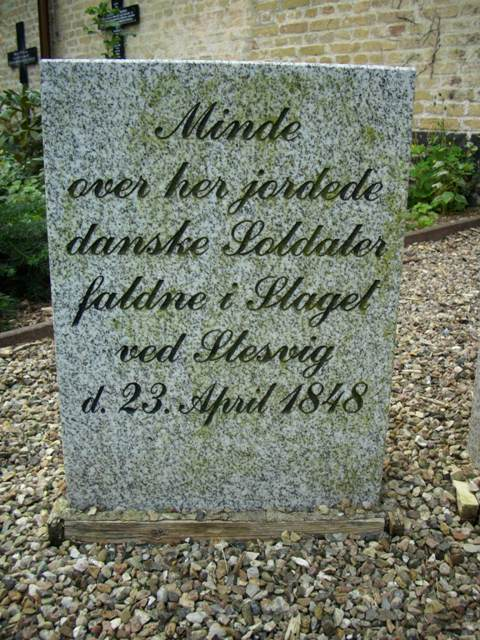